# Georgeta Pitica
Georgeta Pitică, verheiratet Strugaru (* 5. Juli 1930; † 13. Oktober 2018), war eine rumänische Tischtennisspielerin und -trainerin. Sie wurde 1961 Weltmeisterin im Doppel.

## Werdegang
Georgeta Pitica nahm von 1953 bis 1963 an vier Weltmeisterschaften und zwei Europameisterschaften teil. Ihre größten Erfolge erzielte sie in Doppelwettbewerben an der Seite von Maria Alexandru.
Zweimal gewann sie die nationale rumänische Meisterschaft im Doppel, 1957 mit Maria Folea und 1962 mit Maria Alexandru. Am erfolgreichsten war sie bei der Weltmeisterschaft 1961. Hier holte sie mit der Mannschaft die Bronzemedaille. Im Doppel mit Maria Alexandru wurde sie durch einen Endspielsieg über die Chinesinnen Qiu Zhonghui / Sun Mei-ying Weltmeisterin. Bei der WM 1963 erreichte sie im Doppel das Viertelfinale, im Teamwettbewerb reichte es für Platz zwei.
Zwei Medaillen gewann sie bei Europameisterschaften, 1958 Silber mit der Mannschaft und 1960 Bronze im Mixed mit Radu Negulescu.
Weitere internationale Erfolge erzielte Georgita Pitica bei Internationalen Meisterschaften, etwa 
- 1961 in der CSSR Sieg im Einzel und Mixed mit Radu Negulescu[2]
- 1962 in Rumänien im Doppel mit Maria Alexandru und im Mixed mit Radu Negulescu[3]
- 1962 in Österreich im Doppel mit Maria Alexandru[4]
- 1962 in Ungarn im Doppel mit Maria Alexandru[5]
- 1962/63 in Deutschland im Doppel mit Maria Alexandru[6]

1961 belegte Georgeta Pitica in der ITTF-Weltrangliste Platz 17–20.

## Turnierergebnisse
| Verband | Veranstaltung       | Jahr | Ort      | Land | Einzel    | Doppel        | Mixed      | Team |
| ------- | ------------------- | ---- | -------- | ---- | --------- | ------------- | ---------- | ---- |
| ROU     | Europameisterschaft | 1960 | Zagreb   | YUG  | letzte 16 | Viertelfinale | Halbfinale |      |
| ROU     | Europameisterschaft | 1958 | Budapest | HUN  |           | Viertelfinale |            | 2    |
| ROU     | Weltmeisterschaft   | 1963 | Prag     | TCH  | letzte 16 | Viertelfinale | letzte 128 | 2    |
| ROU     | Weltmeisterschaft   | 1961 | Peking   | CHN  | letzte 32 | Gold          | letzte 64  | 3    |
| ROU     | Weltmeisterschaft   | 1959 | Dortmund | FRG  | letzte 64 | letzte 16     | letzte 64  | 7    |
| ROU     | Weltmeisterschaft   | 1953 | Bukarest | ROU  | letzte 16 | letzte 16     | letzte 32  |      |